# Lordi/Diskografie
Diese Diskografie ist eine Übersicht über die musikalischen Werke der finnischen Hard-Rock-Band Lordi. Den Schallplattenauszeichnungen zufolge hat sie bisher mehr als 490.000 Tonträger verkauft, davon alleine in ihrer Heimat über 210.000. Ihre erfolgreichste Veröffentlichung ist das dritte Studioalbum The Arockalpyse mit über 127.000 verkauften Einheiten.

## Alben

### Studioalben
| Jahr | Titel Musiklabel                                       | Höchstplatzierung, Gesamtwochen, AuszeichnungChartplatzierungen (Jahr, Titel, Musiklabel, Platzierungen, Wochen, Auszeichnungen, Anmerkungen) | Höchstplatzierung, Gesamtwochen, AuszeichnungChartplatzierungen (Jahr, Titel, Musiklabel, Platzierungen, Wochen, Auszeichnungen, Anmerkungen) | Höchstplatzierung, Gesamtwochen, AuszeichnungChartplatzierungen (Jahr, Titel, Musiklabel, Platzierungen, Wochen, Auszeichnungen, Anmerkungen) | Höchstplatzierung, Gesamtwochen, AuszeichnungChartplatzierungen (Jahr, Titel, Musiklabel, Platzierungen, Wochen, Auszeichnungen, Anmerkungen) | Höchstplatzierung, Gesamtwochen, AuszeichnungChartplatzierungen (Jahr, Titel, Musiklabel, Platzierungen, Wochen, Auszeichnungen, Anmerkungen) | Anmerkungen                                               |
| Jahr | Titel Musiklabel                                       | DE | AT | CH | UK | FI | Anmerkungen                                               |
| ---- | ------------------------------------------------------ | --- | --- | --- | --- | --- | --------------------------------------------------------- |
| 2002 | Get Heavy BMG / Drakkar Entertainment                  | — | — | — | — | FI3 ×2Doppelplatin · (22 Wo.)FI | Erstveröffentlichung: 1. November 2002 Verkäufe: + 67.636 |
| 2004 | The Monsterican Dream BMG / Drakkar Entertainment      | DE70 (2 Wo.)DE | — | — | — | FI4 Platin · (8 Wo.)FI | Erstveröffentlichung: 14. April 2004 Verkäufe: + 33.102   |
| 2006 | The Arockalypse Sony BMG / Drakkar Entertainment       | DE7 Gold · (23 Wo.)DE | AT11 (21 Wo.)AT | CH8 (17 Wo.)CH | UK100 (1 Wo.)UK | FI1 ×2Doppelplatin · (52 Wo.)FI | Erstveröffentlichung: 10. März 2006 Verkäufe: + 127.149   |
| 2008 | Deadache Sony Music                                    | DE33 (2 Wo.)DE | AT51 (2 Wo.)AT | CH73 (1 Wo.)CH | — | FI5 (3 Wo.)FI | Erstveröffentlichung: 23. Oktober 2008                    |
| 2010 | Babez for Breakfast Sony Music                         | DE66 (1 Wo.)DE | AT71 (1 Wo.)AT | — | — | FI9 (2 Wo.)FI | Erstveröffentlichung: 10. September 2010                  |
| 2013 | To Beast or Not to Beast Sony Music                    | DE56 (1 Wo.)DE | AT67 (1 Wo.)AT | CH95 (1 Wo.)CH | — | FI8 (2 Wo.)FI | Erstveröffentlichung: 1. März 2013                        |
| 2014 | Scare Force One AFM Records                            | DE62 (1 Wo.)DE | — | — | — | FI13 (2 Wo.)FI | Erstveröffentlichung: 31. Oktober 2014                    |
| 2016 | Monstereophonic: Theaterror vs. Demonarchy AFM Records | DE52 (1 Wo.)DE | — | CH83 (1 Wo.)CH | — | FI10 (1 Wo.)FI | Erstveröffentlichung: 16. September 2016                  |
| 2018 | Sexorcism AFM Records                                  | DE20 (1 Wo.)DE | AT74 (1 Wo.)AT | CH64 (1 Wo.)CH | — | FI19 (1 Wo.)FI | Erstveröffentlichung: 25. Mai 2018                        |
| 2020 | Killection AFM Records                                 | DE13 (1 Wo.)DE | — | CH24 (1 Wo.)CH | — | FI8 (1 Wo.)FI | Erstveröffentlichung: 31. Januar 2020                     |
| 2023 | Screem Writers Guild Atomic Fire                       | DE28 (1 Wo.)DE | — | CH86 (1 Wo.)CH | — | FI7 (1 Wo.)FI | Erstveröffentlichung: 31. März 2023                       |
| 2025 | Limited Deadition Reigning Phoenix Music               | DE55 (1 Wo.)DE | AT64 (1 Wo.)AT | CH47 (1 Wo.)CH | — | FI28 (… Wo.)FI | Erstveröffentlichung: 21. März 2025                       |

### Livealben
| Jahr | Titel Musiklabel                               | Höchstplatzierung, Gesamtwochen, AuszeichnungChartplatzierungen (Jahr, Titel, Musiklabel, Platzierungen, Wochen, Auszeichnungen, Anmerkungen) | Höchstplatzierung, Gesamtwochen, AuszeichnungChartplatzierungen (Jahr, Titel, Musiklabel, Platzierungen, Wochen, Auszeichnungen, Anmerkungen) | Höchstplatzierung, Gesamtwochen, AuszeichnungChartplatzierungen (Jahr, Titel, Musiklabel, Platzierungen, Wochen, Auszeichnungen, Anmerkungen) | Höchstplatzierung, Gesamtwochen, AuszeichnungChartplatzierungen (Jahr, Titel, Musiklabel, Platzierungen, Wochen, Auszeichnungen, Anmerkungen) | Höchstplatzierung, Gesamtwochen, AuszeichnungChartplatzierungen (Jahr, Titel, Musiklabel, Platzierungen, Wochen, Auszeichnungen, Anmerkungen) | Anmerkungen                         |
| Jahr | Titel Musiklabel                               | DE | AT | CH | UK | FI | Anmerkungen                         |
| ---- | ---------------------------------------------- | --- | --- | --- | --- | --- | ----------------------------------- |
| 2019 | Recordead Live – Sextourcism in Z7 AFM Records | DE46 (1 Wo.)DE | — | — | — | — | Erstveröffentlichung: 26. Juli 2019 |

### Kompilationen
| Jahr | Titel Musiklabel                                      | Anmerkungen                             |
| ---- | ----------------------------------------------------- | --------------------------------------- |
| 2005 | The Monster Show Mayan Records                        | Erstveröffentlichung: 17. Februar 2005  |
| 2009 | Zombilation – The Greatest Cuts Drakkar Entertainment | Erstveröffentlichung: 20. Februar 2009  |
| 2012 | Scarchives Vol. 1 Sony Music                          | Erstveröffentlichung: 3. September 2012 |

## Singles
| Jahr | Titel Album                                  | Höchstplatzierung, Gesamtwochen, AuszeichnungChartplatzierungen (Jahr, Titel, Album, Platzierungen, Wochen, Auszeichnungen, Anmerkungen) | Höchstplatzierung, Gesamtwochen, AuszeichnungChartplatzierungen (Jahr, Titel, Album, Platzierungen, Wochen, Auszeichnungen, Anmerkungen) | Höchstplatzierung, Gesamtwochen, AuszeichnungChartplatzierungen (Jahr, Titel, Album, Platzierungen, Wochen, Auszeichnungen, Anmerkungen) | Höchstplatzierung, Gesamtwochen, AuszeichnungChartplatzierungen (Jahr, Titel, Album, Platzierungen, Wochen, Auszeichnungen, Anmerkungen) | Höchstplatzierung, Gesamtwochen, AuszeichnungChartplatzierungen (Jahr, Titel, Album, Platzierungen, Wochen, Auszeichnungen, Anmerkungen) | Anmerkungen                                                                 |
| Jahr | Titel Album                                  | DE | AT | CH | UK | FI | Anmerkungen                                                                 |
| ---- | -------------------------------------------- | --- | --- | --- | --- | --- | --------------------------------------------------------------------------- |
| 2002 | Would You Love a Monsterman? Get Heavy       | — | — | — | — | FI1 Gold · (28 Wo.)FI | Erstveröffentlichung: 12. Juli 2002 Verkäufe: + 8319                        |
| 2003 | Devil Is a Loser Get Heavy                   | — | — | — | — | FI9 (5 Wo.)FI | Erstveröffentlichung: 2003                                                  |
| 2004 | My Heaven Is Your Hell The Monsterican Dream | — | — | — | — | FI1 (4 Wo.)FI | Erstveröffentlichung: 2004                                                  |
| 2004 | Blood Red Sandman The Monsterican Dream      | — | — | — | — | FI17 (2 Wo.)FI | Erstveröffentlichung: 2004                                                  |
| 2006 | Hard Rock Hallelujah The Arockalypse         | DE5 Gold · (20 Wo.)DE | AT2 (25 Wo.)AT | CH5 (23 Wo.)CH | UK25 (7 Wo.)UK | FI1 (12 Wo.)FI | Erstveröffentlichung: 19. Mai 2006 Sieger des ESC 2006; Verkäufe: + 150.000 |
| 2006 | Who’s Your Daddy? The Arockalypse            | DE33 (8 Wo.)DE | AT21 (9 Wo.)AT | — | — | FI1 (8 Wo.)FI | Erstveröffentlichung: 11. August 2006                                       |
| 2006 | It Snows in Hell The Arockalypse             | — | — | — | — | FI2 (5 Wo.)FI | Erstveröffentlichung: 2006 feat. Bruce Kulick                               |
| 2007 | They Only Come Out at Night The Arockalypse  | — | — | — | — | FI6 (3 Wo.)FI | Erstveröffentlichung: 2007                                                  |
| 2008 | Beast Loose in Paradise Deadache             | — | — | — | — | FI3 (2 Wo.)FI | Erstveröffentlichung: 9. Januar 2008                                        |
| 2008 | Bite It Like a Bulldog Deadache              | — | — | — | — | FI1 Gold · (2 Wo.)FI | Erstveröffentlichung: 3. September 2008 Verkäufe: + 6327                    |
| 2010 | This Is Heavy Metal Babez for Breakfast      | — | — | — | — | FI10 (1 Wo.)FI | Erstveröffentlichung: 9. August 2010                                        |

Weitere Singles
- 2006: Would You Love a Monster Man 2006
- 2010: Rock Police
- 2013: The Riff
- 2013: Sincerely with Love
- 2014: Nailed by the Hammer of Frankenstein
- 2016: Hug You Hardcore
- 2018: Your Tongue’s Got the Cat
- 2018: Naked in My Cellar
- 2019: Shake the Baby Silent
- 2019: I Dug a Hole in the Yard for You
- 2020: Like a Bee to the Honey
- 2021: Believe Me
- 2021: Abracadaver
- 2021: Borderline
- 2021: Merry Blah Blah Blah
- 2021: Demon Supreme
- 2022: Day Off of the Devil
- 2022: Spear of the Romans
- 2022: Reel Monsters
- 2022: Hard Rock Hallelujah (feat. Bürger Lars Dietrich)
- 2023: Lucyfer Prime Evil
- 2023: Thing in the Cage

## Videoalben und Musikvideos

### Videoalben
| Jahr | Titel Musiklabel                                      | Anmerkungen                            |
| ---- | ----------------------------------------------------- | -------------------------------------- |
| 2006 | Market Square Massacre Sony BMG / Drakkar             | Erstveröffentlichung: 1. November 2006 |
| 2007 | Bringing Back to Balls to Stockholm Pan Vision        | Erstveröffentlichung: 7. Februar 2007  |
| 2009 | Zombilation – The Greatest Cuts Drakkar Entertainment | Erstveröffentlichung: 20. Februar 2009 |

### Musikvideos
- 2002: Would You Love a Monsterman?
- 2003: Devil Is a Loser
- 2004: Blood Red Sandman
- 2006: Hard Rock Hallelujah
- 2006: Who’s Your Daddy?
- 2006: Would You Love a Monster Man 2006
- 2006: It Snows in Hell
- 2008: Bite the Bulldog
- 2010: This Is Heavy Metal
- 2013: The Riff
- 2014: Scare Force One
- 2016: Hug You Hardcore
- 2018: Naked in My Cellar
- 2019: I Dug a Hole in the Yard for You
- 2021: Believe Me
- 2021: Abracadaver
- 2021: Borderline
- 2021: Merry Blah Blah Blah
- 2022: Reel Monsters
- 2023: Dead Again Jane

## Boxsets
| Jahr | Titel Musiklabel         | Höchstplatzierung, Gesamtwochen, AuszeichnungChartplatzierungen (Jahr, Titel, Musiklabel, Platzierungen, Wochen, Auszeichnungen, Anmerkungen) | Höchstplatzierung, Gesamtwochen, AuszeichnungChartplatzierungen (Jahr, Titel, Musiklabel, Platzierungen, Wochen, Auszeichnungen, Anmerkungen) | Höchstplatzierung, Gesamtwochen, AuszeichnungChartplatzierungen (Jahr, Titel, Musiklabel, Platzierungen, Wochen, Auszeichnungen, Anmerkungen) | Höchstplatzierung, Gesamtwochen, AuszeichnungChartplatzierungen (Jahr, Titel, Musiklabel, Platzierungen, Wochen, Auszeichnungen, Anmerkungen) | Höchstplatzierung, Gesamtwochen, AuszeichnungChartplatzierungen (Jahr, Titel, Musiklabel, Platzierungen, Wochen, Auszeichnungen, Anmerkungen) | Anmerkungen                                      |
| Jahr | Titel Musiklabel         | DE | AT | CH | UK | FI | Anmerkungen                                      |
| ---- | ------------------------ | --- | --- | --- | --- | --- | ------------------------------------------------ |
| 2021 | Lordiversity AFM Records | DE48 (1 Wo.)DE | — | — | — | FI15 (1 Wo.)FI | Erstveröffentlichung: 26. November 2021 7-CD-Box |

## Statistik

### Chartauswertung
|                     | DE     | AT    | CH    | UK    | FI     |
| ------------------- | ------ | ----- | ----- | ----- | ------ |
| Nummer-eins-Alben   | DE—DE  | AT—AT | CH—CH | UK—UK | FI1FI  |
| Top-10-Alben        | DE1DE  | AT—AT | CH1CH | UK—UK | FI9FI  |
| Alben in den Charts | DE13DE | AT6AT | CH8CH | UK1UK | FI13FI |

|                       | DE    | AT    | CH    | UK    | FI     |
| --------------------- | ----- | ----- | ----- | ----- | ------ |
| Nummer-eins-Singles   | DE—DE | AT—AT | CH—CH | UK—UK | FI5FI  |
| Top-10-Singles        | DE1DE | AT1AT | CH1CH | UK—UK | FI10FI |
| Singles in den Charts | DE2DE | AT2AT | CH1CH | UK1UK | FI11FI |

### Auszeichnungen für Musikverkäufe
| Goldene Schallplatte - Schweden - 2006: für das Album The Arockalypse |

Anmerkung: Auszeichnungen in Ländern aus den Charttabellen bzw. Chartboxen sind in ebendiesen zu finden.
| Land/RegionAuszeichnungen für Musikverkäufe (Land/Region, Auszeichnungen, Verkäufe, Quellen) | Gold     | Platin     | Verkäufe | Quellen              |
| -------------------------------------------------------------------------------------------- | -------- | ---------- | -------- | -------------------- |
| Deutschland (BVMI)                                                                           | 2× Gold2 | —          | 250.000  | musikindustrie.de    |
| Finnland (IFPI)                                                                              | Gold1    | 5× Platin5 | 212.533  | ifpi.fi              |
| Schweden (IFPI)                                                                              | Gold1    | —          | 30.000   | sverigetopplistan.se |
| Insgesamt                                                                                    | 4× Gold4 | 5× Platin5 |          |                      |